# Пад хеликоптера код Калабасаса 2020.
Дана 26. јануара 2020, хеликоптер Сикорски С-76Б, у којем се налазио један пилот и осам путника, укључујући бившег америчког кошаркаша, Кобија Брајанта, и његову 13-годишњу ћерку Ђијану, срушио се у Калабасасу, Калифорнија, приближно 48 км северозападно од Лос Анђелеса. Нико није преживео.

## Позадина
Хеликоптер се упутио ка Брајантовој кошаркашкој академији. Дата му је дозвола да лети по магли. Брајант је често користио хеликоптер како би избегао саобраћајну гужву у Лос Анђелесу. Хеликоптер је пре био у власништву савезне државе Илиноис, која је користила исти како би превозила гувернере и остале званичнике.
Држава Илиноис је продала хеликоптер 2015. године. Према ФАА и Секретаријата државе Калифорнија, хеликоптер је био регистрован у корпорацији Ајленд експрес холдинг.
Летелица није имала рекордер података о лету (ФДР); хеликоптери у САД нису дужни да их садрже. Хеликоптер такође није био опремљен са системом ТАВС (енгл. Terrain awareness and warning system).

## Несрећа
У 9.06 часова изјутра (по Пацифичкој временској зони), 26. јануара 2020. године, Брајант, његова ћерка Ђијана и још седам особа кренули су са аеродрома Џон Вејн, у округу Оринџ, у Калифорнији, у хеликоптеру типа Сикорски С-76Б, регистрације N72EX. Упутили су се на кошаркашку утакмицу која се играла у његовој Спортској академији Мамба у Њувбури парку. Требало је Коби да присуствује утакмици своје ћерке. Хеликоптер је прошао изнад Бојл хајтса и током лета је кружио над Глендејлом. Хеликоптер је регистрован у компанији Ајленд експрес холдинг са седиштем у Филмору. Полиција Лос Анђелеса је у недељу ујутро приземљила своје хеликоптере због лоших временских услова.
Хеликоптер се срушио у Калабасасу у Калифорнији око 9.47 часова по локалном времену. Временске прилике су у то време биле магловите. Ватрогасне екипе округа Лос Анђелес угасиле су пожар до 10.30. Свих деветоро људи су погинули. Сведоци несреће изјавили су да се мотор хеликоптера „распрснуо“ пре пада. Други очевици су пак изјавили да су видели како се летелица залеће у земљу „прилично велик
ом брзином“. Не зна се да ли је упућен позив за помоћ. Судар је узроковао шумски пожар површине 2.500 м² који је било тешко угасити. Екипе хитне помоћи нису успеле да пронађу преживеле.

### Смрти
Свих деветоро путника, укључујући пилота, погинуло је у судару. Међу погинулима били су Коби Брајант, Брајантова 13-годишња ћерка Ђијана, тренер бејзбола Џон Алтобели, Алтобелијева супруга Кери и ћерка Алиса и кошаркашки тренер Кристина Маузер.

## Извештаји и истрага
У 11.24 ујутро, само два сата након пада летелице, амерички таблоидни лист ТМЗ је био први медиј који је потврдио Брајантову смрт. ТМЗ је касније критикован од стране локалне полиције на конференцији за штампу због пријављивања вести пре него што је полиција имала прилику да истражни судија потврди идентитет и званично обавести породице настрадалих. Шериф округа Лос Ангеђес, Алекс Вилануева, изјавио је: „Било би крајње неучтиво сазнати да је ваша вољена особа погинула, а да ви то сазнате преко ТМЗ.”
У 2.30 поподне, шериф округа Лос Анђелес и ватрогасна јединица округа Лос Анђелес одржали су на Фејсбуку заједничку конференцију за штампу на којој су детаљно описани аспекти несреће. Конференција је изазвала гнев и медија и гледалаца због „неорганизованости“. Шеф ватрогасаца округа Лос Анђелес, Дерил Озби, потврдио је да се на месту истраге у том тренутку налазе Федерална управа за цивилно ваздухопловство и Национални одбор за безбедност у саобраћају (НТСБ). Такозвани Го тим, који се састоји од 18 људи, укључујући стручњаке и истражитеље из НТСБ-а, стигао је увече у циљу да нађу рекордер лета. Имена жртава неће бити објављена док њихова тела не буду идентификована и њихова родбина не буде обавештена. Као резултат несреће, покренута је истрага против Локид Мартиновог Сикорскија С-76Б.
У 8.00 часова увече, шериф округа Лос Анђелес, ватрогасна јединица округа Лос Анђелес и истражно одељење лекара округа Лос Анђелес, одржали су још једну заједничку конференцију за штампу која није била преношена уживо.

## Реакције

### Меморијали
приближно200 људи окупило се у подножју брда, у близини судара, а неколико њих је носило Брајантов дрес и држало кошаркашке лопте. Људи су такође формирали импровизовани меморијал у Стејплс центру, у којем играју Лос Анђелес лејкерси, и то само неколико сати пре него што је арена требало да буде домаћин доделе награде Греми. Обожаваоци су направили меморијал за Брајанта испред гимназије Коби Брајант, у средњој школи Доњој Мерион (Пенсилванија), коју је Брајант похађао од 1992. до 1996. године. Дресови, кошаркашке лопте, цвеће и свеће положени су у спомен на легендарног матуранта школе.
Међународни аеродром Лос Анђелес и Медисон сквер гарден само су неке од многих грађевина широм САД које су у сећање на Брајанта биле осветљене у љубичастим и златним бојама.

### Од спортиста
Комесар НБА-а, Адам Силвер, изјавио је: 
 „НБА породица је опустошена трагичном смрћу Кобија Брајанта и његове ћерке Ђијане... Коби нам је током 20 сезона показао шта је могуће када се изванредни талент помеша са апсолутном преданошћу ка победи. Био је један од најнеобичнијих играча у историји наше игре са легендарним остварењима... Али највише ће га памтити по томе што је био инспирација многих људи широм света да крену играти кошарку и такмиче се у складу са својим могућностима. Био је великодушан и своју мудрост је видео као мисију; да је подели са будућим генерацијама играча. Посебно је уживао у томе што је своју љубав према овој игри пренео управо Ђијани.” 
 Грег Даунер, Брајантов средњошколски кошаркашки тренер, био је "потпуно шокиран и опустошен" трагичним вестима и био је превише узнемирен да би могао дати изјаву медијима. Даунер је тренирао Брајанта у средњој школи Доњи Мерион, у приградској Филаделфији, од 1992. до 1996. и освојио државно првенство са Брајантом 1996.
Мајкл Џордан, с којим је Брајант често упоређиван, рекао је у изјави: „У шоку сам због трагичне вести о погибији Кобија и Ђијане. Речи не могу да опишу бол који осећам. Волео сам Кобија — био ми је као млађи брат. Често смо разговарали и недостајаће ми то много. Он је био невиђени такмичар, један од највећих и креативна сила. Коби је такође био и невероватан отац, који је много волео своју породицу - и поебно поносан на ћеркину љубав према кошарци. Најдубље саучешће Ванеси, Лејкерсима и кошаркашким љубитељима широм света”. 
Многи играчи НФЛ-а сазнали су за Брајантову смрт док су били у свлачионицама, неколико тренутака пре утакмице Про бола. Нападач Сијетл сихоксија, Расел Вилсон, предводио је молитву у свлачионици међу НФЦ играчима, а током саме утакмице многи играчи су одали почаст Брајанту.
Професионални рвачка организација ВВЕ, одала је почаст Брајанту минутом ћутања током Ројал рамбла 2020. године.
Ник Кирјос је на меч Отвореног првенства Аустралије против Рафаела Надала изашао у Брајантовом дресу са бројем "8". Надал је у интервјуу после победе над Кирјосом одао почаст Брајанту.
Кошаркашки клуб Далас маверикси објавили су да ће повући из употребе дрес са бројем "24", у част Кобија Брајанта.

### Од политичара
Амерички председник, Доналд Трамп написао је на Твитеру: „Стигле су вести да су кошаркашка легенда Коби Брајант и још три особе погинуле у паду хеликоптера у Калифорнији. То су грозне вести!”
Нешто касније се опет огласио: „Коби Брајант, упркос томе што је био један од заиста највећих кошаркаша свих времена, тек је започео живот. Толико је волео своју породицу и имао тако велику страст за будућност. Губитак предивне лепе ћерке Ђијане чини овај тренутак још страшнијим- Меланија и ја изражавамо наше најтоплије саучешће Ванеси и невероватној породици Брајант. Нек Бог буде с вама!” 
Бивши амерички председник, Барак Обама, такође је твитовао: „Коби је био легенда на терену и тек је био почео оно што је требало да буде смислени други чин. Губитак Ђијане још више слама срца нас као родитеља. Мишел и ја шаљемо љубав и молимо се за Ванесу и целу породицу Брајант на овај незамислив дан."